# 雷佩代亞鄉
47°29′N 24°16′E / 47.48°N 24.26°E
雷佩代亞鄉（羅馬尼亞語：Comuna Repedea, Maramureș），是羅馬尼亞的鄉份，位於該國西北部，由馬拉穆列什縣負責管轄，面積114平方公里，海拔高度511米，2007年人口4,904，人口密度每平方公里43人。